# Lee Dong-Jun
Lee Dong-Jun es un deportista surcoreano que compitió en taekwondo.
Ganó dos medallas de oro en el Campeonato Mundial de Taekwondo, en los años 1983 y 1985 y una medalla de oro en el Campeonato Asiático de Taekwondo de 1982.

## Palmarés internacional
| Campeonato Mundial  | Campeonato Mundial     | Campeonato Mundial | Campeonato Mundial |
| Año                 | Lugar                  | Medalla            | Categoría          |
| ------------------- | ---------------------- | ------------------ | ------------------ |
| 1983                | Copenhague (Dinamarca) | Medalla de oro     | –78 kg             |
| 1985                | Seúl (Corea del Sur)   | Medalla de oro     | –83 kg             |
| Campeonato Asiático |                        |                    |                    |
| Año                 | Lugar                  | Medalla            | Categoría          |
| 1982                | Singapur (Singapur)    | Medalla de oro     | –78 kg             |